# Collocalia
Collocalia är ett släkte med fåglar i familjen seglare. Sedan glanssalanganen delats upp i ett antal arter omfattar släktet numera vanligen elva arter, med utbredning från Andamanöarna österut till Filippinerna och Melanesien:
- Dvärgsalangan (C. troglodytes)
- Borneosalangan (C. dodgei)
- Julösalangan (C. natalis)
- Javasalangan (C. linchi)
- Fjäderfotad salangan (C. affinis)
- Grågumpad salangan (C. marginata)
- Bergsryggssalangan (C. isonota)
- Tenggarasalangan (C. sumbawae)
- Timorsalangan (C. neglecta)
- Glanssalangan (C. esculenta)
- Satängsalangan (C. uropygialis)

Tidigare fördes de många arterna i Aerodramus till Collocalia.